# Општина Цепу (Галац)
Цепу (рум. Ţepu) општина је у Румунији у округу Галац.
Oпштина се налази на надморској висини од 125 m.